# Sing for You

Sing for You é o quarto extended play do grupo masculino sino-coreano EXO. Ele foi lançado pela S.M. Entertainment nas versões coreana e chinesa em 10 de dezembro de 2015. O álbum manteve o recorde de álbum mais rapidamente vendido da história do Hanteo, até ser ultrapassado pelo terceiro álbum de estúdio do grupo, EX'ACT, em junho de 2016.

## Antecedentes e lançamento
Em 24 de novembro de 2015, a S.M. Entertainment confirmou que o EXO lançaria seu segundo álbum especial de inverno, após Miracles in December em 2013. Imagens teaser para o álbum começaram a ser lançadas a partir de 2 de dezembro. A lista de faixas do álbum foi anunciada em 7 de dezembro, composta de quatro novas canções e uma faixa bônus titulada "Lightsaber", lançada como single em novembro. O mini-álbum teve seu lançamento digital e físico em 10 de dezembro.

## Promoção
Em 10 de dezembro de 2015, um pouco depois de Sing for You ser lançado, EXO fez um showcase na frente de 1500 fãs para promover seu novo EP no Lotte World em Seul. O showcase foi transmitido ao vivo pelo aplicativo "V" e depois estabeleceu o recorde de transmissão ao vivo com mais visualizações do aplicativo. O grupo começou a performar as músicas "Sing for You" e "Unfair" nos programas musicais coreanos em 12 e 18 de dezembro respectivamente. Eles também começaram a incluir essas canções no set list de sua segunda turnê, The Exo'luXion, a partir do show em Singapura em 9 de janeiro de 2016.

## Singles
Em 4 de novembro de 2015, foi anunciado que EXO lançaria "Lightsaber", uma canção promocional para o filme Star Wars: O Despertar da Força na Coreia do Sul, como parte do projeto de colaboração entre a S.M. Entertainment e a Walt Disney. Um vídeo teaser para a música foi lançado em 8 de novembro, sendo seguido de seu vídeo musical e lançamento digital em 11 de novembro. Foi anunciado que "Lightsaber" seria incluído no mini-álbum Sing for You como uma faixa-bônus em 7 de dezembro. O grupo performou a canção pela primeira vez na 17ª edição do MAMA. A música atingiu o pico na 9ª posição da parada digital do Gaon.
Um vídeo teaser para a faixa-título do álbum, "Sing for You", foi lançado em 8 de dezembro. Em 10 de dezembro, a canção foi lançada junto com o EP e seus vídeos musicais. Ela atingiu o pico no número 3 na parada digital do Gaon e alcançou a "coroa tripla", ganhando o primeiro lugar três vezes no programa musical Music Bank.

## Desempenho comerial
Com ambas as versões combinadas,  Sing for You  quebrou o recorde anteriormente estabelecido por EXODUS como o álbum com a maior venda na primeira semana no Hanteo, totalizando mais de 267.900 cópias vendidas. As versões coreana e chinesa do álbum alcançaram, respectivamente, o 1º e 2º lugar das paradas de álbuns semanais e mensais do Gaon, e mais tarde ficaram no 2º e 7º lugar, respectivamente, na parada de álbuns anual de 2015.

## Lista de faixas
| Versão coreana |                        |                             |                                                     |         |  |
| N.º            | Título                 | Letras                      | Música                                              | Duração |  |
| 1.             | "Unfair" (불공평해)    | DΞΔN                        | DΞΔN Beat & Keys                                    | 3:02    |  |
| 2.             | "Sing for You"         | Kenzie                      | Matthew Tishler Felicia Barton Aaron Benward Kenzie | 3:55    |  |
| 3.             | "Girl x Friend"        | Je Yi-kyu Seo-lim Ji Ye-won | LDN Noise Adrian Mckinnon Tay Jasper Shaun          | 3:42    |  |
| 4.             | "On the Snow" (발자국) | Ryu Da-som                  | LDN Noise Andrew Choi Ylva Dimberg                  | 3:23    |  |
| 5.             | "Lightsaber"           | Chanyeol MQ Jung Ju-hee     | LDN Noise Adrian Mckinnon                           | 3:05    |  |
| Duração total: | Duração total:         | Duração total:              | Duração total:                                      | 17:07   |  |

| Versão chinesa |                           |                             |                                                     |         |  |
| N.º            | Título                    | Letras                      | Música                                              | Duração |  |
| 1.             | "Unfair" (偏心)           | DΞΔN                        | DΞΔN Beat & Keys                                    | 3:02    |  |
| 2.             | "Sing for You" (爲你而唱) | Kenzie                      | Matthew Tishler Felicia Barton Aaron Benward Kenzie | 3:55    |  |
| 3.             | "Girl x Friend" (女 x 友) | Je Yi-kyu Seo-lim Ji Ye-won | LDN Noise Adrian Mckinnon Tay Jasper Shaun          | 3:42    |  |
| 4.             | "On the Snow" (脚印)      | Ryu Da-som                  | LDN Noise Andrew Choi Ylva Dimberg                  | 3:23    |  |
| 5.             | "Lightsaber" (光剑)       | Chanyeol MQ Jung Ju-hee     | LDN Noise Adrian Mckinnon                           | 3:05    |  |
| Duração total: | Duração total:            | Duração total:              | Duração total:                                      | 17:07   |  |

## Paradas musicais
| Parada musical                            | Melhor posição | Melhor posição |
| Parada musical                            | Versão coreana | Versão chinesa |
| ----------------------------------------- | -------------- | -------------- |
| South Korea Gaon Weekly Albums Chart      | 1              | 2              |
| South Korea Gaon Monthly Albums Chart     | 1              | 2              |
| South Korea Gaon 2015 Yearly Albums Chart | 2              | 7              |
| Japan Oricon Weekly Albums Chart          | 6              | 12             |
| Japan Oricon Monthly Albums Chart         | 26             | 44             |

| Parada musical              | Melhor posição |
| --------------------------- | -------------- |
| Billboard World Album Chart | 6              |

## Vendas
| País           | Vendas               | Vendas   |
| -------------- | -------------------- | -------- |
| País           | Coreia do Sul (Gaon) | 508,892+ |
| Japão (Oricon) | 34,500+              |          |

## Prêmios e indicações
| Premiação               | Trabalho indicado | Categoria                             | Resultado |
| ----------------------- | ----------------- | ------------------------------------- | --------- |
| Gaon Chart K-Pop Awards | Sing For You      | Artista do Ano (Álbum) – 4º Trimestre | Venceu    |

### Prêmios de programas musicais
| Canção         | Programa         | Data                   |
| -------------- | ---------------- | ---------------------- |
| "Sing for You" | Music Bank (KBS) | 18 de dezembro de 2015 |
| "Sing for You" | Music Bank (KBS) | 25 de dezembro de 2015 |
| "Sing for You" | Music Bank (KBS) | 2 de janeiro de 2016   |

## Histórico de lançamento
| Região            | Data                   | Formato             | Empresa                     |
| ----------------- | ---------------------- | ------------------- | --------------------------- |
| Coreia do Sul     | 10 de dezembro de 2015 | CD Download digital | S.M. Entertainment KT Music |
| Ao redor do mundo | 10 de dezembro de 2015 | Download digital    | S.M. Entertainment          |